# 1070er
Portal Geschichte | Portal Biografien | Aktuelle Ereignisse | Jahreskalender | Tagesartikel

◄ |
10. Jh. |
11. Jahrhundert
| 12. Jh. | ►

◄ |
1040er |
1050er |
1060er |
1070er
| 1080er | 1090er | 1100er | ►

1070 |
1071 |
1072 |
1073 |
1074 |
1075 |
1076 |
1077 |
1078 |
1079

## Ereignisse
- Vermutlich ein färöischer Großbauer ist es, der einen wertvollen Silberschatz in Sandur vergräbt. Als Münzfund von Sandur wird er 1863 wiederentdeckt.
- 26. August 1071: Niederlage der Byzantiner gegen die Seldschuken in der Schlacht bei Manzikert.